# Venera 10
Venera 10 (en russe : Венера-10) est une sonde spatiale développée par l'URSS destinée à l'étude de Vénus faisant partie du programme Venera. Elle se composait d'un orbiteur et d'un atterrisseur. Elle a été lancée le 14 juin 1975 à 03:00:31 temps universel.

## Contexte
Dans les années 1960 et 1970 l'Union soviétique  lance une série de sondes spatiales pour étudier la planète Vénus. Ces engins, qui forment le programme Venera, sont développés dans le cadre d'une course à l'espace qui oppose l'Union soviétique aux États-Unis et constituent à ce titre un enjeu autant politique que scientifique. Les sondes spatiales du programme Venera vont progressivement dévoiler la structure de l'atmosphère et certaines caractéristiques du sol vénusien. Le programme constitue le plus grand succès de l'astronautique soviétique dans le domaine de l'exploration du système solaire.
Après une série d'échecs entre 1961 et 1965 qui sont tout autant dus au lanceur Molnia utilisé qu'à la qualité des sondes spatiales, le programme est confié au bureau d'études Lavotchkine. Celui-ci obtient une longue série de succès. Les premières données in situ sur l'atmosphère vénusienne sont renvoyées par la mission Venera 4 en 1967. Venera 7 réussit à se poser intacte sur le sol malgré la pression écrasante de 93 atmosphères. Venera 8, lancé en 1972, fournit les premières données depuis le sol.
Les soviétiques n'envoient aucune sonde spatiale vers Vénus durant la fenêtre de lancement de 1973 mais pour celle de 1975 ils disposent enfin de la sonde spatiale lourde dont le développement avait été entamé lors de la reprise du programme Venera par le bureau Lavotchkine en 1965. Grâce au recours au lanceur Proton beaucoup plus puissant, la nouvelle sonde spatiale est cinq fois plus lourde et sa masse atteint 5 tonnes. Ce nouveau modèle, baptisé 4V-1, utilise une plateforme dérivée des modèles de sondes martiennes M-71 et M-73.

## Caractéristiques techniques de Venera 10

### L'orbiteur
Un réservoir toroïdal de 2,35 mètres de diamètre entoure le moteur-fusée principal. Celui-ci brûle un mélange hypergolique d'UDMH et de peroxyde d'azote et a une poussée qui peut être modulée entre 9,6 et 18 kN ; l'axe de poussée du moteur est orientable et il peut être rallumé plusieurs fois pour une durée totale de 560 secondes. Il est prolongé par un cylindre court pressurisé de 1,1 mètre de diamètre contenant un deuxième réservoir, l'avionique et des instruments scientifiques. Deux panneaux solaires sont situés de part et d'autre du cylindre et ont chacun une superficie de 1,25 × 2,1 mètres. Les panneaux qui, une fois déployés, donnent une envergure totale de 6,7 mètres à l'engin spatial servent également de support à différents systèmes : les petits moteurs à gaz froid utilisés pour le contrôle d'attitude alimentés par un réservoir d'azote stocké sous une pression de 350 bars, un magnétomètre et les deux antennes hélicoïdales omnidirectionnelles utilisées pour communiquer avec l'atterrisseur. Ce vaisseau-mère, contrairement à ses prédécesseurs détruits en rentrant dans l'atmosphère de Vénus, a la capacité d'utiliser sa propulsion pour se freiner et se placer en orbite. Là, il sert de relais entre la Terre et l'atterrisseur grâce à deux récepteurs VHF autorisant un débit de 256 bit/s. Le système de télécommunications comprend également une antenne parabolique à grand gain et quatre autres antennes hélicoïdales omnidirectionnelles à faible gain,.
L'instrumentation scientifiques comprend les instruments suivants : 
- un spectromètre infrarouge : 01.06 à 02.08 pm ;
- un radiomètre infrarouge : 8-28 um ;
- un photomètre ultraviolet : 352 nm ;
- 2 photopolarimètres (335-800 nm) ;
- un spectromètre 300-800 nm ;
- un spectromètre Lyman-α H/D ;
- un radar de cartographie bistatique ;
- une expérience d'occultations Radio CM, DM ;
- un magnétomètre triaxial ;
- une caméra UV : 345-380 nm ;
- une caméra 355-445 nm ;
- 6 analyseurs électrostatiques ;
- 2 pièges à ions de modulation ;
- un détecteur de protons à basse énergie/alpha ;
- un détecteur d'électrons de basse énergie ;
- 3 compteurs semi-conducteurs ;
- 2 compteurs à gaz de décharge ;
- un détecteur Tcherenkov.

### L'atterrisseur

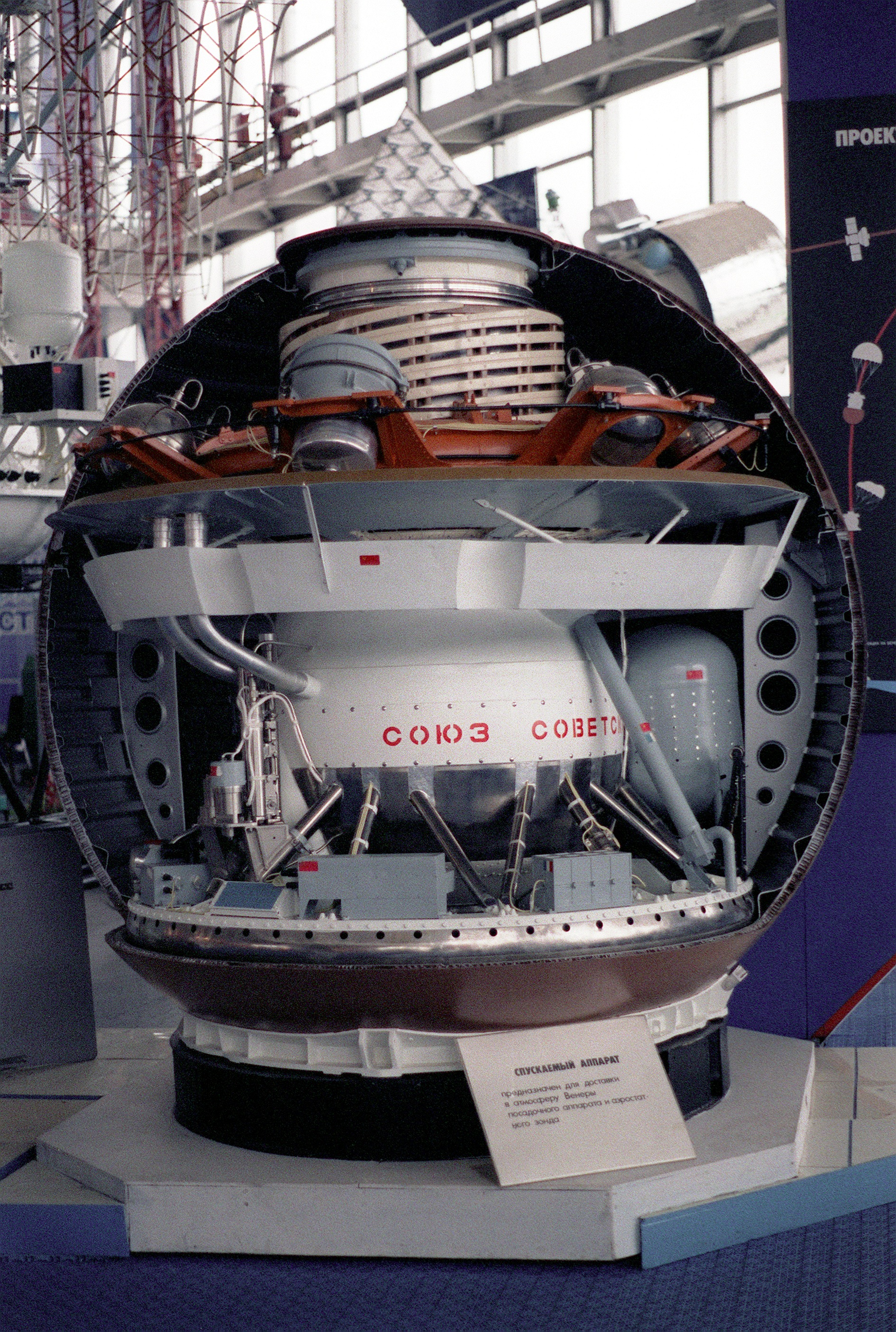
Maquette de l'atterrisseur enfermé dans son bouclier thermique.

L'atterrisseur a la forme d'une capsule sphérique de 2,4 mètres de diamètre, fixée à l'extrémité de la plateforme. La partie externe de la sphère est un bouclier thermique creux formé d'une structure en nid d'abeille recouverte d'un matériau ablatif. Cette coque externe a pour seul rôle de protéger l'atterrisseur de la chaleur intense générée durant la première phase de la descente. Une fois la rentrée atmosphérique réalisée, cette coque est larguée dévoilant l'atterrisseur proprement dit. La coque externe de celui-ci est une sphère en titane chargée de résister à la pression. Une antenne cylindrique de 80 cm de diamètre et de 1,4 mètre de haut coiffe la sphère et entoure le compartiment des parachutes. Les ingénieurs soviétiques ont tiré les conclusions de la densité de l'atmosphère vénusienne : l'atterrisseur utilise des parachutes uniquement durant le premier stade de la descente. Pour limiter le temps de la descente et donc l'échauffement progressif de la capsule, il tombe ensuite en chute libre uniquement freiné par un anneau plat de 2,1 mètres de diamètre qui entoure la base de l'antenne : celui-ci stabilise l'atterrisseur et augmente la trainée et donc le freinage atmosphérique tout en servant de réflecteur à l'antenne. L'engin spatial atterrit sur le sol vénusien sur un anneau déformable auquel il est relié par une série d'absorbeurs de choc. La masse totale de la sonde atteint 5 tonnes dont 2,3 tonnes pour la plateforme sans carburant, 1 560 kg pour l'atterrisseur. La partie de l'atterrisseur atteignant le sol vénusien pèse 560 kg ,.
La nouvelle génération d'atterrisseur pénètre dans l'atmosphère vénusienne sous un angle relativement faible comparé aux sondes précédentes (environ 20° contre 75°). La décélération est en conséquence plus faible et ne dépasse pas 170 g. 20 secondes plus tard, alors que la vitesse a chuté à 250 m/s, un petit parachute pilote est déployé puis le bouclier thermique qui s'est scindé en deux hémisphères est largué. Onze secondes plus tard alors que l'atterrisseur se trouve à environ 60 km d'altitude et la vitesse est de 50 m/s, les trois parachutes de 4,3 mètres de diamètre sont déployés et les instruments scientifiques sont mis en marche. Durant 20 minutes, l'atterrisseur traverse la couche la plus dense des nuages sous ses parachutes puis parvenus à une altitude de 50 km, ceux-ci sont largués et l'engin spatial tombe en chute libre seulement freiné par le disque plat qui entoure son antenne. Au fur et à mesure que l'air s'épaissit, la trainée se fait plus forte et lorsque l'atterrisseur atteint le sol 50 minutes après le début de sa chute libre, sa vitesse n'est plus que de 7 m/s. 
L'instrumentation scientifiques comprend les instruments suivants : 
- des capteurs de température et de pression ;
- un accéléromètre ;
- un photomètre Visible/IR - IOV-75 ;
- des néphélomètres rétrodiffusion et multi-angle - MNV-75 ;
- un spectromètre de masse P-11 - MAV-75 ;
- des téléphotomètres panoramiques (2, avec lampes) ;
- un anémomètre - ISV-75 ;
- un spectromètre rayon Gamma - GS-12V ;
- un densitomètre rayon Gamma - RP-75 ;

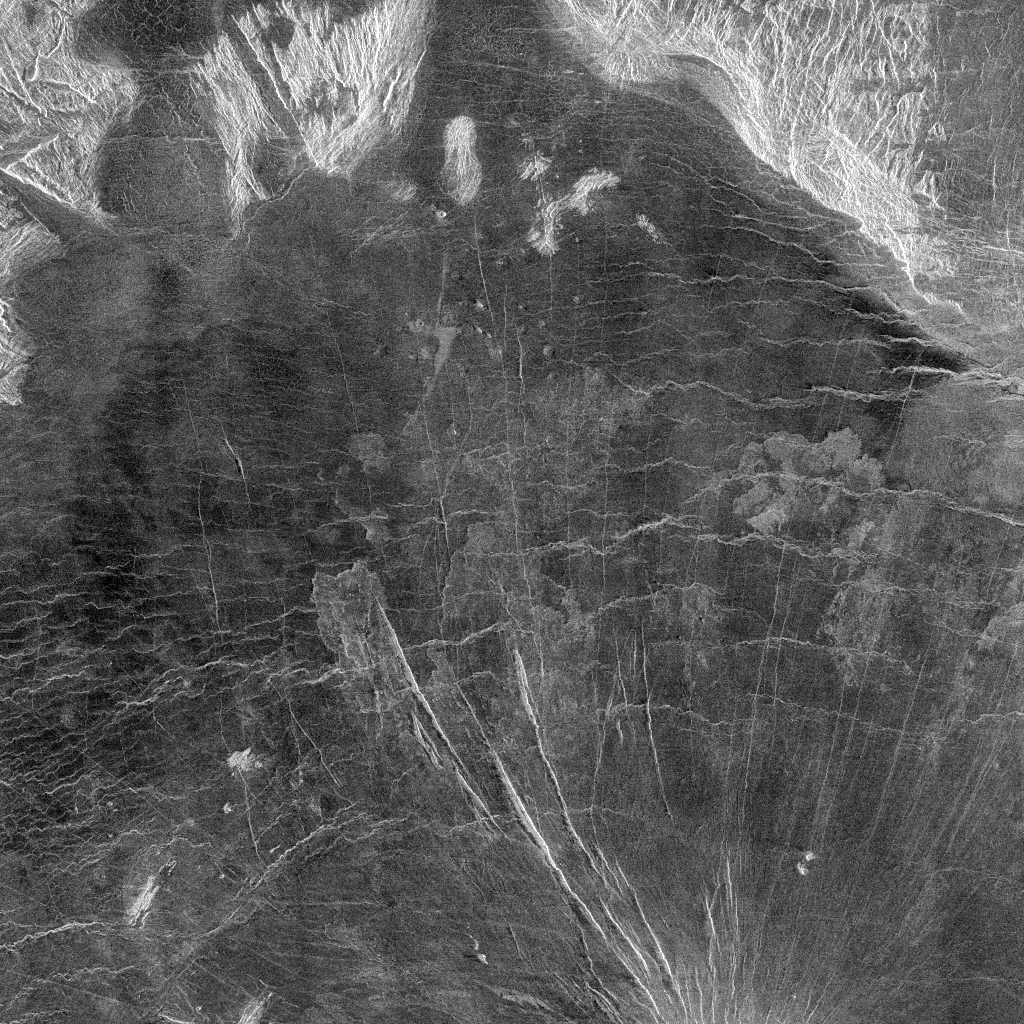
Site d'atterrissage de Venera 10, photographié par l'orbiteur Magellan.

- une expérience Doppler Radio.

### Le déroulement de la mission de Venera 10
La sonde spatiale est lancée le 15 juin 1975 par une fusée Proton K qui décolle du cosmodrome de Baïkonour. La mission de Venera 10 suit le même scénario que celui de Venera 9. Les corrections de trajectoire durant le trajet Terre-Vénus ont lieu les 21 juin et 18 octobre. L'atterrisseur est largué le 23 octobre et l'orbiteur après une première poussée de 242 m/s s'insère en orbite le 25 octobre après avoir freiné de 976,5 m/s. L'orbite finale est de 1 651 × 114 000 km avec une inclinaison de 29,5°. L'orbiteur commence une mission scientifique qui s'achève trois mois plus tard à la suite de la même panne de radio que son vaisseau jumeau.
L'atterrisseur de Venera 10 pénètre dans l'atmosphère vénusienne le 25 octobre en suivant une trajectoire aux caractéristiques très proches de celles de Venera 9. Comme dans le cas de Venera 9, la vitesse verticale au moment de l'atterrissage est de l'ordre de 8 m/s. La température mesurée au sol est de 464 °C tandis que la pression est de 91 bars avec un vent léger de 0,8 à 1,3 m/s. Comme pour son prédécesseur, une seule des deux caméras parvient à prendre une photo en noir et blanc du site d'atterrissage. Le paysage que dévoile cette photo est plus doux avec des roches érodées entre lesquelles s'intercale de la lave ou d'autres roches érodées. Les deux sondes ont apparemment atterri sur les boucliers de volcans jeunes avec une lave dont la composition semble proche des basaltes tholéitiques similaires à ceux produits par les dorsales océaniques.

## Retraitement des images
Le chercheur Don P. Mitchell a redécouvert récemment les données originales d'imagerie des sondes Venera. Grâce à un logiciel moderne, il a été capable de reproduire des images avec une clarté beaucoup plus grande que les versions disponibles auparavant.